# Demashita! Powerpuff Girls Z
Powerpuff Girls Z, conocida en Japón como Demashita! Powerpuff Girls Z (出ましたっ!パワパフガールズZ Demashita! Pawapafu Gāruzu Zetto?) es una serie de anime japonés basada en la serie animada The Powerpuff Girls de Estados Unidos. Se titula Las Chicas Superpoderosas Z en Hispanoamérica y Las Supernenas Z en España).

## Argumento
Todo comienza en el laboratorio del Profesor Utonio, donde él, junto a su hijo Ken y su pequeña mascota, un perro robot llamado Peach (Poochie, en Latinoamérica), trabajan en la modificación de una sustancia, la Sustancia 'X'. A diferencia de la versión original no es Mojo Jojo quien añadió la Sustancia "X", sino Poochie quien deja caer un Daifuku (Pastel Suber en Latinoamérica) en el recipiente que contenía la misma, transformándose completamente en una nueva sustancia a la que el Profesor denomina Sustancia 'Z'.
En un momento de desesperación provocado por un gigantesco iceberg que produce anomalías climatológicas en todo el mundo, Ken carga la sustancia en un arma, y ésta sale disparada por los aires destruyendo el iceberg, dispersando 7 rayos Z blancos y 7 rayos Z negros, los cuales impactaron al perro robot de profesor Utonio, Poochie (dándole la habilidad de hablar y pensar) y a tres chicas: Pétalo/Bombón (Momoko Akatsutsumi), Burbuja (Miyako Gotokuji) y Cactus/Bellota (Kaoru Matsubara), quienes obtienen superpoderes. Los últimos 3 asombrosamente no impactaron. Luego se darán cuenta de que los rayos viajaron en el tiempo y que las chicas deberían recuperarlos para derrotar a Él, lo que nos lleva al último capítulo. Además hubo rayos negros que darían origen a los supervillanos, de los que las chicas deberán proteger a la ciudad a cualquier precio.

## Personajes
Los tres personajes principales son Momoko Akatsutsumi (赤堤 ももこ), Miyako Gōtokuji (豪徳寺 みやこ), y Kaoru Matsubara (松原 かおる) (Bombón, Burbuja y Bellota en Hispanoamérica; Pétalo, Burbuja y Cáctus en España), al igual que en la serie original. A diferencia de la serie original, las chicas son compañeras de clase, tienen 13 años y se convierten en amigas de Ken Kitazawa; esto luego de que se transformaran por primera vez después de ser golpeadas por los rayos z blancos y que el alcalde le pidiera a su hermano, el director del colegio al que iban las 3, que reorganizase las clases poniéndolas como compañeras. Otra diferencias de la serie original, El hijo del Profesor Utonio, Ken y el perro Peach/Poochie lo crearon solo para el Anime.
Momoko (Bombón/Pétalo):
Es estudiante de primer año de 1C en la Escuela Secundaria Gakuen de Tokio. Tiene 13 años. Fue la primera en ser golpeada por uno de los Rayos Z blancos, al proteger a una niña pequeña del mismo. Así se transformó por primera vez. Su cabello es de color naranja y sujetado por un listón rojo en forma de moño. Es una romántica empedernida, adicta a los dulces. Su arma principal es su Yo-yo, pero es la única de las 3 que tiene un arma secundaria, su moño, el cual puede ser utilizado como Búmeran. Se transforma diciendo "Bombón", aunque en la versión japonesa se transforma diciendo: "Hyper Blossom". Su color es el rosa. Sus aficiones son: leer manga y comer dulces excesivamente.
Miyako (Burbuja):
Fue la segunda en ser golpeada por uno de los Rayos Z, también a proteger a otra persona del mismo. Su cabello es rubio y sujetado en dos coletas. Es una experta en moda. Su arma es un soplaburbujas. A diferencia de las demás, tiene el extraño don de hablar con animales y todo tipo de criaturas. Es la más cariñosa y pacifista de las tres. Todos los chicos de su escuela quieren salir con ella, pero ésta los rechaza con sutilezas. Le gusta un chico que se llama Cody, porque él la salvó de unos abusivos en un parque cuando Burbuja y Cody eran pequeños. Le gusta pasar el rato leyendo revistas de moda. Su color es el celeste. En japonés se transforma diciendo "Rolling Bubbles".
Kaoru (Bellota/Cactus):
Es la tercera en ser golpeada, luego de salir de una pista de skateboarding y proteger a un niño del rayo mismo interponiéndose entre los dos. Su cabello es de color negro azulado. No le gusta usar falda y actuar de manera femenina, esto se debe a que creció rodeada de hermanos varones. En los primeros episodios de la serie, se resiste a ser integrada al trío de las Powerpuff Girls Z debido a que al transformarse tendría que usar falda. Después de perseguir a Peach/Poochie termina aceptando ser parte del trío. Es fanática de los deportes. A diferencia de las otras dos, tiene una fuerza tremenda que le permite levantar su arma, un martillo gigante. Sus colores son verdes y amarillos y disfruta pasar el tiempo mirando partidos de fútbol americano y otros deportes. En japonés se transforma diciendo "Powered Buttercup".
Profesor Utonium/Utonio:
Es el padre de Ken y el descubridor de la sustancia que Z. Trabaja en el Instituto Internacional de Investigación Científica de la ciudad de Tokio. En el manga se indica que tiene 35 años. Si bien solo aparece haciendo alguna actividad en su laboratorio, este personaje toma importancia ya que, junto con el alcalde (alcalde Meiyā) y con la Srta. Bellum, ayudan a las chicas superpoderosas ya sea en darles instrucciones de lo que sucede en la ciudad o en el combate contra los villanos afectados por los rayos Z negros.
Ken Kitazawa:
Es el hijo del Profesor Utonio y el creador de las chicas superpoderosas, ya que fue el que disparó la Substancia Z al iceberg, liberando los rayos z negros y blancos. Es un niño genio de 8 años y es el asistente del profesor Utonio. Asume el mismo papel que el Profesor Utonio, con la diferencia de que su amistad con las chicas es más íntima que la del profesor.
Peach/Poochie:
Es el perro digital y mascota que el profesor Utonio creó para Ken, quien se sentía triste por no poder ver a su madre. Es el responsable de haber transformado la sustancia X en sustancia Z. Adquiere pensamiento y habla tras ser golpeado por un rayo Z blanco. Es muy importante ya que tiene la capacidad de hacer que las chicas se transformen, así como la de transferirles mensajes. Está conectado con las chicas ya que los 4 fueron golpeados por rayos Z blancos.

## Música
| Temas de apertura: - 希望のカケラ (Kibō no Kakera») — episodios 1-26 Intérprete: Nana Kitade - ジグTHEアッパー (JIG the UPPER) — episodios 27-52 Intérprete: Hoi Festa | Temas de cierre: - 真夜中のドア (Mayonaka no DOOR) — episodios 1-13 Intérprete: Liu Yi Fei - LOOK — episodios(14-26) Intérprete: Halcali - 通り雨 (Toori Ame) — episodios 27-39 Intérprete: Wiz-US - ひまわり (Himawari) — episodios 40-52 Intérprete: Hearts Grow |

## Videojuego
Game de Demashita! Powerpuff Girls Z (ゲームで出ましたっ！ パワパフ ガールズ Z, Gēmu de Demashita! Pawāpafu Gāruzu Zetto), fue lanzado el 14 de junio de 2007 para Nintendo DS por Bandai Namco Games (sello Bandai).